# Jânos Boldényi
Pal Szabo (Szabó Pál en hongrois), connu sous le pseudonyme de Jânos (ou János) Boldényi, est un écrivain et journaliste hongrois du XIXe siècle.

## Biographie
Fondateur en 1848 du journal hebdomadaire La Hongrie, il publie en 1849 chez Dentu Pages de la révolution hongroise ainsi qu'en 1851 La Hongrie  ancienne et moderne : histoire, arts, littérature et monuments chez Librairie H. Lebrun.
Rédacteur à Liberté de penser (1850) et à La Réforme (1849), présenté comme un commerçant hongrois exilé à Paris, identifié sous le nom de Pal Szabo, ses ouvrages firent sensations.